# Bulbophyllum argyropus
Bulbophyllum argyropus är en orkidéart som först beskrevs av Stephan Ladislaus Endlicher, och fick sitt nu gällande namn av Heinrich Gustav Reichenbach. Bulbophyllum argyropus ingår i släktet Bulbophyllum och familjen orkidéer. Inga underarter finns listade i Catalogue of Life.